# Жижемский, Василий Михайлович
Князь Василий Михайлович Жижемский — без[уточнить] удельный князь, воевода на службе у великого князя московского Василия III Ивановича и Ивана IV Васильевича Грозного.
Из княжеского рода Жижемские. Рюрикович в XXI колене, происходил из рода смоленских князей.
Третий из пяти сыновей князя Михаила Ивановича Жижемского, который служил великому князю литовскому Александру Ягеллону конюшим и получил в удел имение Жижму в Лидском повете.

## Биография
В 1508 году князья Василий и Дмитрий Михайловичи Жижемские приняли участие в мятеже Глинских под руководством князя Михаила Львовича Глинского в Великом княжестве Литовского. В том же году после поражения мятежа братья Василий и Дмитрий, родственники Глинских, поступили на службу великому князя московскому Василию III Ивановичу, вместе с князем Михаилом Львовичем Глинским. В Москве братья писались князьями Жижемскими. Их братья князья Даниил, Тимофей и Богдан Михайловичи остались на литовской службе и имели там имения.
В 1532 году князь Василий Михайлович стоял третьим воеводой в Карачеве в устье Москвы-реки, а по роспуску больших воевод третий воевода в Кашире. В феврале 1547 года на бракосочетании царя Ивана Грозного с Анастасией Романовной Юрьевой-Захарьиной стоял у изголовья царицы. В июле 1548 года третий воевода в Костроме при наместнике З.П. Яковлеве.
Имел одного сына — Михаила.